# Budva
Budva (en monténégrin cyrillique : Будва ; en italien : Budua) est une ville et une municipalité du Monténégro. En 2003, la ville comptait 10 918 habitants et la municipalité 15 909. La ville et la municipalité sont habitées par une majorité relative de Monténégrins (48,17 %), avec une importante population  serbe (38,50 %).
La région côtière de Budva, appelée Budva Riviera, est le centre du tourisme au Monténégro, et est appréciée pour ses plages de sable, sa vie nocturne active. Elle comporte de beaux exemples de l'architecture méditerranéenne médiévale. Vieille de 2 500 ans, Budva est l'une des plus anciennes localités sur la côte de la mer Adriatique.

## Histoire

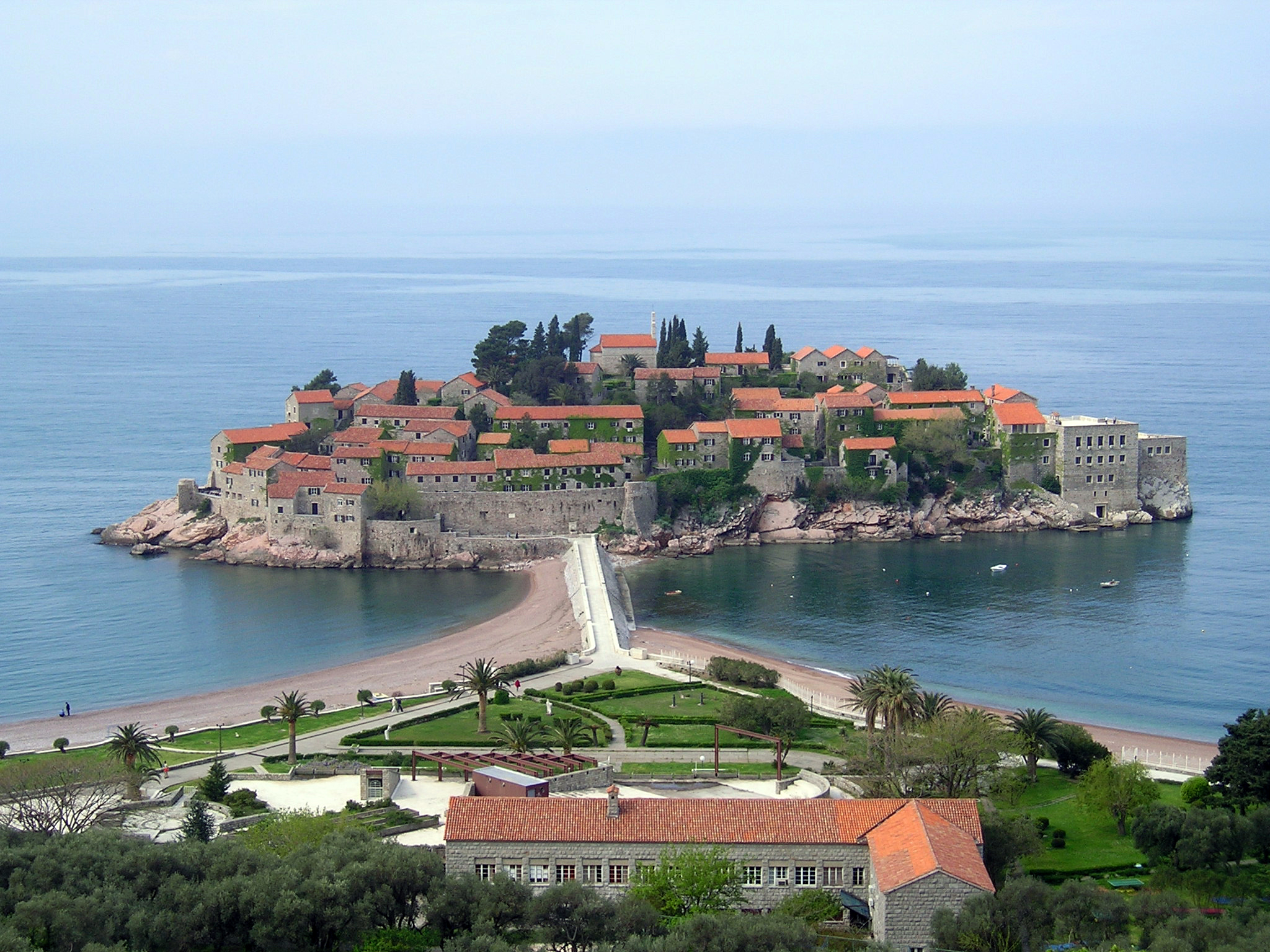
Sveti Stefan.

De nombreux témoignages écrits datent des faits historiques s'étant déroulés à Budva avant le Ve siècle av. J.-C. Une légende raconte que Budva a été fondée par Cadmos, un héros exilé de Thèbes qui cherchait un abri à cet endroit pour lui et sa femme, Harmonia.
Le nom de la ville antique, Bouthoè, viendrait selon Étienne de Byzance, du nom des bœufs trainant le char d'Hermione et Cadmos vers l'Illyrie. Une autre explication indique que cela viendrait du terme grec désignant l'origan (bouthos)
Deux autres civilisations ont laissé de nombreuses traces : les Grecs et les Romains. À la chute de l'Empire romain et sa division d'est en ouest, la barrière défensive qui séparait les deux puissances se situait au niveau de Budva. Au Moyen Âge, la ville connut une succession de régences par les souverains de Dioclée et les aristocrates serbes et de l'État de Zeta.
Les Vénitiens dirigèrent la ville pendant plus de trois siècles, de 1442 à 1797. Budva, appelée Budua à cette époque, fit partie de l'Albanie vénitienne et fut fortifiée par de puissants murs vénitiens pour contrer les forces ottomanes. La plus grande partie de la population parlait le vénitien jusqu'au début du XIXe siècle selon l'historien Luigi Paulucci, auteur de Le Bocche di Cattaro nel 1810 (Les Bouches de Kotor en 1810). La « Sérénissime », avec ce qui restait de son domaine territorial, passe en 1797 par le traité de Campo-Formio sous la souveraineté des Habsbourg.
Dans les années suivantes, très agitées, Budva connut une succession de plusieurs de ses pays souverains : Autriche, France et Russie. Une union entre les bouches de Kotor et le Monténégro fut instaurée pendant une brève période (1813-1814), mais depuis le congrès de Vienne en 1815, Budva resta à l'intérieur du royaume de Dalmatie au sein de l'empire d'Autriche. Après la Première Guerre mondiale et la dissolution de l'Autriche-Hongrie, en 1918, Budva rejoint le royaume de Yougoslavie et fut, plus tard, annexée au royaume d'Italie, en 1941.
De nombreuses personnes furent enrôlées durant la Seconde Guerre mondiale dans la lutte contre les fascistes. Budva fut libérée du gouvernement nazi par les Partisans le 22 novembre 1944, et après avoir été une nouvelle fois intégrée à la Yougoslavie, elle appartient aujourd'hui au Monténégro indépendant. Le 15 avril 1979, Budva fut secouée par un important tremblement de terre qui dévasta une grande partie de la vieille ville, dont il reste peu de séquelles ; presque tous les bâtiments ont été restaurés à leur forme d'origine.

## Localités de la municipalité de Budva
Budva est le centre administratif de la municipalité de Budva, qui inclut les villes voisines de Bečići et Petrovac na Moru. La municipalité de Budva compte en tout 33 localités :

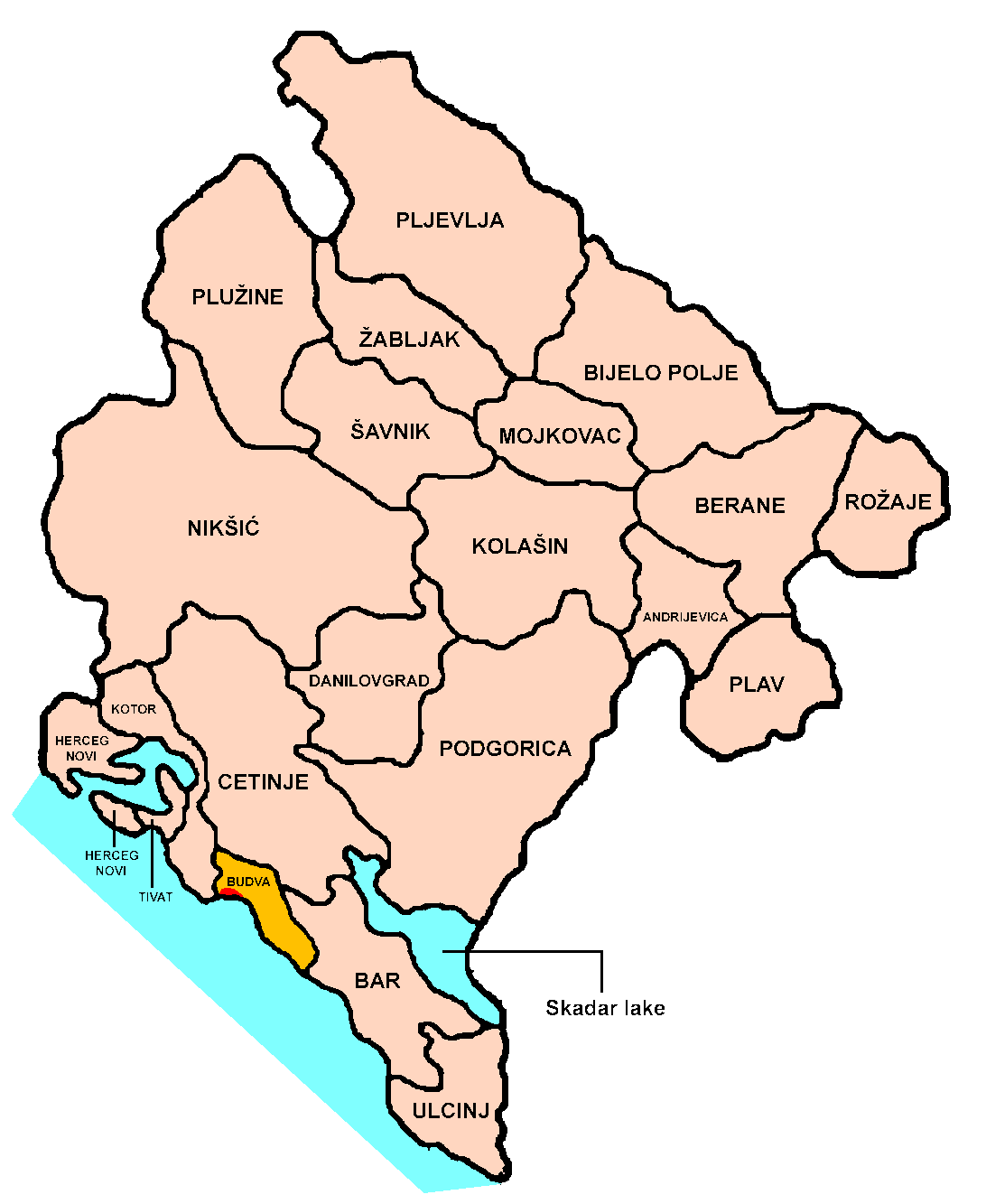
La municipalité de Budva

| - Bečići - Blizikuće - Boreti - Brajići - Brda - Budva - Buljarica - Viti Do - Drobnići - Đenaši - Žukovica | - Ilino Brdo - Kaluderac - Katun Reževići - Krstac - Kuljače - Lapčići - Markovići - Novoselje - Petrovac na Moru - Pobori - Podbabac | - Podostrog - Pržno - Prijevor - Rađenovići - Rijeka Reževići - Sveti Stefan - Stanišići - Tudorovići - Čami Do - Čelobrdo - Čučuke |

## Plages
La région côtière de Budva, la Budva Riviera, contient certaines des plages les plus touristiques du sud de l'Adriatique.
Proche de Budva se trouvent la petite plage de Ričardova Glava, juste à côté de la vieille ville de Budva, ainsi que la Slovenska Plaža, longue de 1,6 km. La plage de Mogren est aussi joignable à pied depuis la vieille ville, nichée sous les falaises de la colline de Spas, entre le cap Mogren et l'hôtel Avala. Cette plage n'est accessible que par un chemin étroit de 250 m de long le long des falaises, le même chemin où se trouve la sculpture de la ballerine, l'emblème de la ville.
La majorité des plages de la Budva Riviera se trouvent en dehors de la ville elle-même. La plage de Jaz est une longue et vaste plage de sable à l'ouest de Budva, son arrière-pays servant de lieu de concert et de festival populaire, ainsi que de terrain de camping.
Plus au sud, de nombreuses petites plages et villes, constituent la partie plus haut de gamme et exclusive de Budva Riviera. C'est particulièrement vrai pour la célèbre ville de Sveti Stefan, mais aussi pour d'autres petites localités Paštrovići de la région, qui étaient autrefois de modestes villages de pêcheurs.
L'île de Sveti Nikola est située en face de la vieille ville, à 1 kilomètre de l'autre côté de la baie de Budva. Reliée au continent par un bateau-bus, l'île et ses plages constituent un site d'excursion pour les touristes qui visitent Budva.

## Démographie

### Ville

#### Évolution historique de la population dans la ville
| 1948 | 1953 | 1961  | 1971  | 1981  | 1991  | 2003   |
| ---- | ---- | ----- | ----- | ----- | ----- | ------ |
| 687  | 812  | 1 349 | 2 550 | 4 684 | 7 178 | 10 918 |

En 2008, la population de Budva était estimée à 12 702 habitants.

## Vieille ville

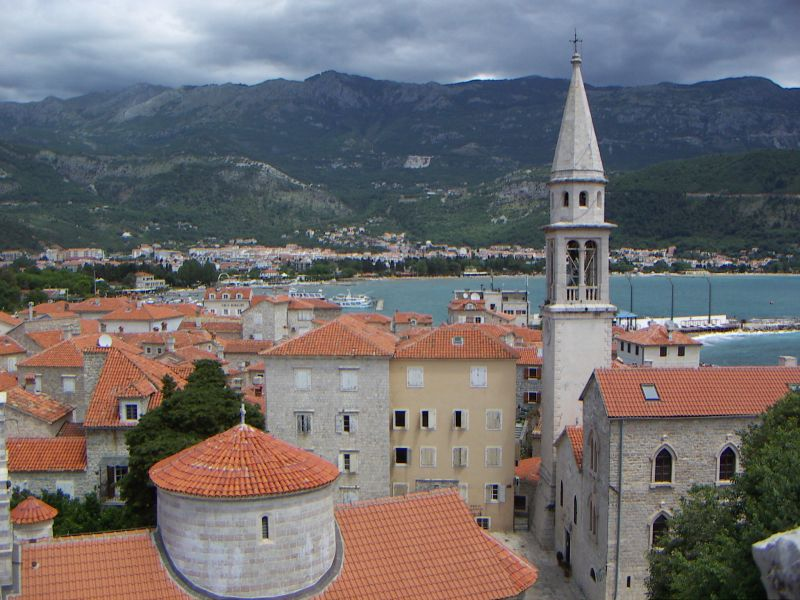
Vieille ville de Budva.

La vieille ville de Budva a beaucoup d'histoires différentes relatant son origine. Les érudits et les historiens pensent qu'elle était, à l'origine, une île avant de rejoindre le rivage par un isthme de sable. La vieille ville, le long de la ville de Budva, fut apparemment découverte par un marin grec du nom de Boutoua.
L'architecture de la vieille ville doit beaucoup aux influences vénitiennes. Les portes, les charnières, les fenêtres, les balcons et autres petites mais visibles infrastructures semblent être inspirées du style Romain de la république de Venise. Il y a également trois églises principales dans la vieille ville dont la première a été construite au VIIe siècle av. J.-C., la deuxième de 1840 et la troisième en 1804. Les murs vénitiens de la vieille ville sont une célèbre attraction touristique.

## Économie
Le tourisme y est très développé. Sur les 2,5 millions d’étrangers reçus en 2019 au Monténégro, près de 900 000 avaient séjourné dans la seule commune de Budva.

## Coopération internationale
La ville de Budva a signé des accords de coopération avec :
- Banská Bystrica (Slovaquie)
- Celje (Slovénie)
- Čukarica (Serbie)
- Kamnik (Slovénie)
- Yalova (Turquie)
- Kiev (Ukraine)
- Laktaši (Bosnie-Herzégovine)
- Makarska (Croatie)
- Moscou (Russie)
- Novi Sad (Serbie)
- Ohrid (Macédoine)
- Pakrac (Croatie)
- Petacciato (Italie)
- Petropavlovsk-Kamtchatski (Russie)
- Prague 4 (Tchéquie)
- Rimini (Italie)
- Stari Grad (Bosnie-Herzégovine)
- Valašské Meziříčí (Tchéquie)
- Velika Plana (Serbie)
- West Palm Beach (États-Unis)
- Vrnjačka Banja (Serbie)
- Zigong (Chine)